# 豔放80
《豔放80》（英語：Pose）是一部由萊恩·墨菲，布萊德·佛查克和史蒂芬·卡纳尔開創，於2018年6月3日在FX開播的美国电视剧。
2018年7月12日，本劇獲FX第2季續訂，并于2019年7月11日首播。同样在7月，该剧獲第3季續訂。

## 演員和角色
- 伊凡·彼得斯 飾演 史丹·鮑斯(Stan Bowes)
- 凱特·瑪拉 飾演 派蒂·鮑斯(Patty Bowes)
- 詹姆士·范德比克 飾演 麥特·布羅利(Matt Bromley)
- 米·羅利葛茲 飾演 布蘭卡·羅里葛茲-伊凡潔莉絲塔(Blanca Rodriguez-Evangelista)
- 多明妮克·傑克森（英语：Dominique Jackson (model)） 飾演 艾莉崔·伊凡潔莉絲塔(Elektra Evangelista)
- 印蒂亞·摩爾（英语：Indya Moore） 飾演 安琪·瓦斯奎茲-伊凡潔莉絲塔(Angel Vasquez-Evangelista)
- 比利·波特 飾演 普雷·泰爾(Pray (Prayerful) Tell)
- 萊恩·傑莫·史溫（英语：Ryan Jamaal Swain） 飾演 戴蒙·理查茲·伊凡潔莉絲塔(Damon Richards-Evangelista)
- 夏蓮·伍達德（英语：Charlayne Woodard） 飾演 海蓮娜·聖羅傑斯(Helena St. Rogers)
- 迪伦·伯恩赛德（英语：Dyllón Burnside） 飾演 瑞奇·伊凡潔莉絲塔(Ricky Evangelista)
- 海莉·萨哈尔（英语：Hailie Sahar） 飾演 露露·伊凡潔莉絲塔(Lulu Evangelista)
- 安潔莉卡·羅斯（英语：Angelica Ross） 飾演 坎蒂·強森-費洛西蒂(Candy Johnson-Ferocity)
- 安傑·俾斯麥·庫列爾 飾演 艾斯特班·馬汀尼茲-伊凡潔莉絲塔(Esteban "Lil Papi" Martinez-Evangelista)
- 桑德拉·伯恩哈德 飾演 茱蒂·庫布拉克(Judy Kubrak)

## 奖项
2019年，比利·波特凭借该剧获得了黄金时段艾美奖剧情类最佳男主角。